# Деветашки езера
Деветашките езера са естествени карстови езера в Деветашкото плато между реките Росица и Осъм.

## Описание
Заемат дъната на карстови въртопи, образувани в ургонски варовици вследствие на запушване на понорите. На брой са около 35. Най-големи са Геранище с площ 1,2-3,8 ха и Дедевец с площ 2,1-3,3 ха. Някои от останалите езера са Дильовско езеро (Дильовец), Гергьовско езеро (Гергьовец), Голямото Александрово езеро, Дългото Александрово езеро, Чавдарско езеро (Чавдарец, превърнато в рибарник), Ямъта (Ямата), Маласанов гьол, Петков гьол, Лошия гьол, Синовище (с площ 0,65-1,9 ха), Белтинец, Стълбишко езеро (Стълбица, Стъблата), Тодорово геранище (яз. Тодоров геран), Луловец, Руево езеро (Руевец), Липовско езеро (Липовец), Лъженско езеро, Калотинско езеро (Калотин), Тепавско езеро, Шумашко езеро (Шумака), Кърпачево блато, Голямо Крушунско блато (завирено), Дълго Крушунско блато, Брекишко блато (Брекица, яз. Ловен дол), Дренака (завирено), Голямо Кичерско езеро (Горско Сливово, яз. Кълбочерец), Малко Кичерско езеро, Лъгът (завирено), Върбовско езеро, Калинково езеро, Конскидолско езеро (Конско езеро, Конски дол), Друмешко езеро (яз. Друмът), Биюкгьол, Мачковец и заблатените бари Дакова бара, Шекерова бара, Левскова бара, Бончова върпина, Ружина бара, Стържиева бара и Роупова бара.
Подхранват се от дъждовни и снежни валежи. Повечето от езерата се превръщат в блата и постепенно пресъхват, а някои се използват за рибарници (Александровски рибарници, рибарници Иванова могила, Върбовски рибарници, рибарници Градище, Бутовски рибарници, рибарник Гюргенлика). Езерото Дедевец в миналото е било използвано за водоснабдяване на село Деветаки.